# 中性カレント
中性カレント（ちゅうせいカレント）とは、素粒子物理学における相互作用の一種である。これはWボソンとZボソンが関係するもので、例えばWボソンが電荷-1の粒子に崩壊するような反応を指す。中性カレントはスティーヴン・ワインバーグとアブドゥス・サラムが予言し、その後実際に発見されたものである。